# Accursio (nome)
Accursio  è un nome proprio di persona italiano maschile.

## Varianti
- Maschili: Accurso[1][2], Accorsio[3], Accorso[1]
  - Ipocoristici: Corso[3]
- Femminili: Accursia[1][2], Accursa[1][2], Accorsia, Accorsa[1]

## Origine e diffusione
Nome diffuso principalmente in Sicilia, in particolare nelle province di Agrigento e di Palermo, e in particolar modo nell'area di Sciacca, dove si è diffuso grazie al culto di sant'Accursio. "Accursio" è la forma re-italianizzata di Accursius, a sua volta la latinizzazione del nome medievale "Accorso"; etimologicamente, questo può derivare tanto dal latino accursus ("aiuto", "soccorso", da accurrere, "accorrere"), tanto da un'abbreviazione del nome augurale medievale Bonaccorso (che peraltro contiene lo stesso vocabolo).

## Onomastico
L'onomastico ricorre il 16 gennaio in ricordo di sant'Accursio, protomartire francescano, ucciso in Marocco con quattro altri compagni.

## Persone
- Accursio, giurista e glossatore italiano
- Accurso di Cremona, scrittore italiano
- Accursio Bentivegna, calciatore italiano
- Accursio Bonfantini (?-morto ante 1338), magistrato fiorentino, commentatore di Dante Alighieri e primo autore di una Lectura Dantis settimanale a Santa Maria del Fiore[3]
- Niccolò Accursio Di Leo, attore italiano
- Accursio Malaffato, scrittore italiano
- Accursio Miraglia, sindacalista italiano
- Accursio Montalbano, politico italiano

### Variante femminile Accursia
- Accursia, giurista italiana